# On ne change pas (DVD)
On ne change pas è il settimo home video della cantante canadese Céline Dion. È una collezione dei suoi video musicali in lungua francese, pubblicata il 21 novembre 2005. È la prima volta che i principali video in lingua francese della Dion vengono inclusi in un DVD. On ne change pas include anche più di un'ora di contenuti extra.

## Descrizione
Il DVD comunque non include i video musicali di "Délivre-moi", "Ne partez pas sans moi" e "Je lui dirai".
Tutti i brani sono rinvenibili sul CD On ne change pas, pubblicato il 3 ottobre 2005.

## Successo
On ne change pas ha raggiunto la nº 5 nella classifica francese dei video musicali e vi è rimasta per 30 settimane, ottenendo 3 dischi di platino (più di 60,000 copie). Nella classifica italiana dei DVD ha raggiunto la nº 11.

## Tracce
1. L'amour existe encore
2. Je danse dans ma tête
3. Un garçon pas comme les autres (Ziggy)
4. Des mots qui sonnent
5. Lolita (trop jeune pour aimer)
6. Incognito
7. Fais ce que tu voudras
8. Pour que tu m'aimes encore
9. Je sais pas
10. Zora sourit
11. S'il suffisait d'aimer
12. On ne change pas
13. Sous le vent
14. Tout l'or des hommes
15. Et je t'aime encore
16. Contre nature
17. Je ne vous oublie pas

### Bonus
- Dietro le quinte e concerti..
  - "Tomber/Ten days" (live a Bercy con Garou e Gérald de Palmas)
  - "Les derniers seront les premiers" (live a Parigi con Jean-Jacques Goldman)
  - "Quand on n'a que l'amour" (live a Parigi)
  - Dietro le quinte di Au cœur du stade
  - Dietro le quinte di Live à Paris
- Dietro le quinte degli album e video
  - S'il suffisait d'aimer
  - 1 fille & 4 types
  - "Contre nature"
  - "Si Céline m'était contée"
- "Je sais pas" (version 2)
- "Valse adieu"
- "Ma Nouvelle-France"